# Dan Andersson
Dan Andersson (Skattlösberg, 6 de abril de 1888-16 de septiembre de 1920) fue un poeta sueco.

## Biografía
Andersson nació en la provincia de Dalecarlia en una familia de maestros rurales. Él mismo se desempeñó como maestro rural y como trabajador forestal, entre otros oficios. Considerado uno de los iniciadores de la literatura proletaria en Suecia, Dan Andersson murió accidentalmente de envenenamiento por cianuro en el Hotel Hellman en Estocolmo a los 32 años de edad. El hotel había usado, negligentemente, ese producto para control de vectores insectiles.
Hoy en día es recordado por sus poemas, muchos de los cuales han sido musicalizados e interpretados por diferentes artistas. Entre sus canciones más populares se encuentran Jungmann Jansson, Jag väntar, Spelmannen y Helgdagskväll i timmerkojan. En 2005, Sofia Karlsson grabó un álbum con canciones de Andersson que recibió un Premio Grammy en Suecia y en Dinamarca.

## Obra
- Kolarhistorier (1914)
- Kolvaktarens visor (1915)
- Det kallas vidskepelse (1916)
- Svarta ballader (1917)
  - Omkring tiggarn från Luossa
  - En spelmans jordafärd
- De tre hemlösa (1918)
- David Ramms arv (1919)
- Chi-mo-ka-ma. Berättelser från norra Amerika (1920)